# Ivica Ivušić
Ivica Ivušić, född 1 februari 1995 i Rijeka i Kroatien, är en kroatisk fotbollsmålvakt som spelar för Osijek och Kroatiens landslag.

## Landslagskarriär
Ivušić debuterade för Kroatiens landslag den 4 september 2021 i en 1–0-vinst över Slovakien. I november 2022 blev Ivušić uttagen i Kroatiens trupp till VM 2022.